# Audiopill

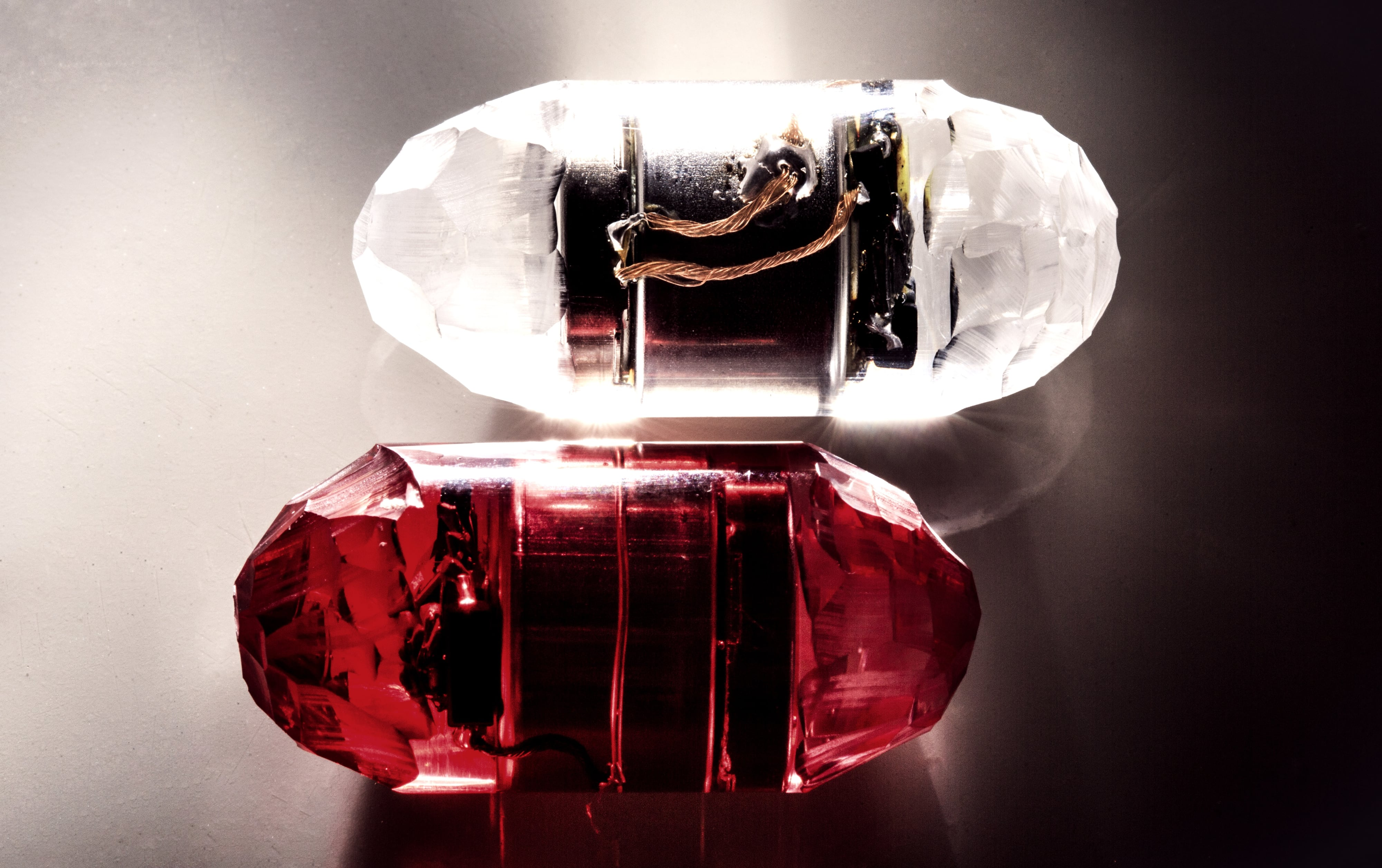
Audiopill, hudební přístroj určený pro spolknutí a průchod trávicím traktem

Audiopill je experimentální umělecký projekt, který má za cíl posunout možnosti reprodukce hudby a jejího vnímání na vyšší úroveň. Jedná se o přístroj velikosti a tvaru větší pilulky. Po jeho spolknutí buší vibracemi v předem nastaveném BPM. Tyto vibrace se snaží napodobit pocit basového reproduktoru putujícího tělem. Pilulka je na jedno použití, baterie vydrží přibližně 10 hodin vibrací a po spolknutí už nelze vypnout. Tento determinismus je také součást uměleckého konceptu.
Projekt je po neúspěšném pokusu o zafinancování crowdfoundingem zatím ve fázi funkčních prototypů.

## Technické parametry
Hmotnost: 8 g, délka: 35 mm. Motor: Precision Microdrives. Senzor: Standex Meder electronic. Barevné verze: růžová a čirá.
Tři předvolená tempa beatů (ovládání dálkově pomocí neodymiového magnetu): 95 BPM (Grinderman, No pussy blues), 130 BPM (Die Antwoord, I Fink U freeky), 143 BPM (M.I.A., Bad Girls).

## Kontroverze
Princip spolknutí kapsle je podobný jako je tomu u lékařsky ověřených endoskopických kapslí. U experimentálního přístroje z polymeru existuje jisté riziko otevření přístroje v těle nebo zaklesnutí v trávicím traktu. Proto je použití výhradně na vlastní nebezpečí uživatele.
Audiopill je součástí výstavy Prolapse of Love týkající se zkoumání vnitřku těla.

## Autor
Přístroj vyvinul novinář Jan Strmiska pod uměleckým jménem Jan Poope.